# 維斯卡通戈山
14°46′50″S 72°17′4″W / 14.78056°S 72.28444°W
維斯卡通戈山（Huiscatongo），是秘魯的山峰，位於該國南部庫斯科大區的瓊比維卡省，屬於安第斯山脈的一部分，該山峰的海拔高度約5,200米。